# Spodumeen
Het mineraal spodumeen is een clinopyroxeen en een inosilicaat met molecuulformule LiAl(SiO3)2, een verbinding van twee inosilicaationen met lithium en aluminium. Het kan kleurloos zijn, maar ook veel verschillende kleuren hebben. De kleurloze variant wordt trifaan genoemd, de roze tot paarse variant kunziet en de smaragdgroene variant hiddeniet. De streepkleur is wit.
De naam spodumeen is afgeleid van het Griekse σποδυμενος, spodoumenos, dat tot as verbrandend betekent. Dit is vanwege de asgrijze verschijning van het materiaal dat ervan wordt gemaakt voor het gebruik in de industrie. Kunziet en hiddeniet zijn naar de ontdekkers ervan G.F. Kunz en W.E. Hidden genoemd.
Het heeft een monoklien kristalstelsel, de massadichtheid is 3,15 kg/l en de hardheid is 6,5 tot 7. Spodumeen is niet radioactief en ook niet magnetisch.
Aangezien spodumeen lithium bevat, is het een mineraal dat laat in een magma kristalliseert. Het wordt daarom meestal in pegmatieten aangetroffen met graniet. De typelocatie is Södermanland in Zweden, maar de grootste voorraad in Europa bevindt zich in het noorden van Portugal. Het is een bron voor de winning van lithium en wordt onder andere gebruikt om glas mee te zuiveren.